# カーラシン県

カーラシン県
จังหวัดกาฬสินธุ์

- この項目は英語版を元に作成されています。

カーラシン県（カーラシンけん、タイ語: จังหวัดกาฬสินธุ์）はタイ・東北部の県（チャンワット）の一つ。サコンナコーン県、ムックダーハーン県、ローイエット県、マハーサーラカーム県、コーンケン県、ウドーンターニー県。

## 地理
県内のほとんどが山地である。県北部には1963年に建設を開始し、1968年に完成したラムパーオ・ダムがある。同ダムは14.3億m3もの貯水量を誇る。また、サコンナコーン県との県境にはプー・パン国立公園があり、一連の山地を保護している。

## 歴史
1600年前ごろのラワ族の形跡が発掘により発見されている。

## 県章

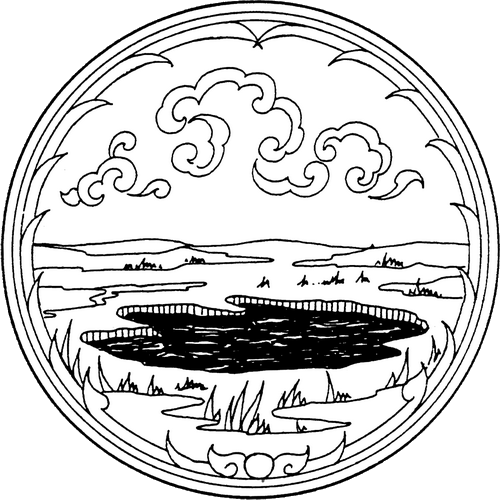
県章

県章は県境付近にある山を背景とした黒い池がデザインされている。これは県の名称カーラシン（黒い池）を図案化したものである。また県章の雲は県の水の豊かさをデザインしたものである。
県花はハンゲショウ（Shorea roxburghii）、県木はマルババライロセンナ（Cassia garrettiana）。

## 行政区分
カーラシン県は18の郡（アンプー）に分かれ、その下位に135の町（タンボン）と、1,584の村（ムーバーン）がある。
| カーラシン県の郡 | 1. ムアンカーラシン郡 2. ナーモン郡 3. カマラーサイ郡 4. ロンカム郡 5. クチナーラーイ郡 6. カオウォン郡 7. ヤーンタラート郡 8. フワイメック郡 9. サハットカン郡 | 1. カムムアン郡 2. ターカントー郡 3. ノーンクンシー郡 4. ソムデット郡 5. フワイプン郡 6. サームチャイ郡 7. ナークー郡 8. ドーンチャーン郡 9. コーンチャイ郡 |